# Сукуленти
Сукуленти или сочнице представљају групу биљака чија је заједничка карактеристика да имају меснате и сочне листове или стабло, а ређе и корен. У својим сочним деловима биљке из ове групе могу сакупити велику резерву воде, коју у сушном периоду штедљиво користе у процесима транспирације и асимилације. На тај начин ове биљке су прилагођене животу у сувим подручјима (степе, полупустиње и пустиње), односно на сувим стаништима. С обзиром на сува станишта на којима расту и начин на који се ове биљке таквим стаништима прилагођавају, припадају групи хемиксерофита.
Појам сукулент потиче од латинске речи suculentus, што значи сочан.

## Основне особине сукулентних биљака
Главне особине, које издвајају сукулент од осталих биљака су:
1. Скоро сви сукуленти имају екстензиван, [а] врло плитак коренов систем, прилагођен апсорпцији велике количине воде после сасвим малих падавина.
2. Већина сукулената користи своју ускладиштену воду да настави метаболизам и када нема расположиве воде у тлу, односно могу расти и током сушне сезоне.
3. Многи сукуленти одликују се и специфичном варијантом фотосинтезе под називом CAM фотосинтеза (Crassulacean acid metabolism),[б] што им омогућава до десет пута ефикаснију потрошњу воде у односу на друге биљке.[4]

Делови биљке у којима се чува вода изграђени су од паренхима за магационирање воде, па су им ткива месната и сочна. За стабла сукулената карактеристична је драстична редукција лисне површине и метаморфоза листа у трн, а функцију вршења фотосинтезе код оваквих биљака преузима стабло. Редукцијом лисне површине драстично редукована и транспирација, а оваква грађа означава се као кактусолика. Тургор (ћелијски притисак) је у ћелијама готово константан, без осморегулације, чему доприносе димензије и облик ћелија које су ситне и лоптасте.

## Подела
Сукуленти или сочнице обично се деле на оне са меснатим листовима и оне са меснатим стаблом, док су сукуленти са меснатим кореном ређи.
- Првој групи, сукулентима са меснатим лишћем, припадају између осталих жедњак (Sedum acre), дебела кока (Hylotelephium spectabile), затим врсте из рода чуваркућа (Sempervivum), алоја (Alое), агава (Agave) и друге.
- Другој групи, сукулентима са меснатим стаблом припадају кактуси, са огранцима сличнима дебелим меснатим листовима, док су им листови редуцирани или преображени у трнове. Неке врсте, какав је на пример дивовски кактус (Carnegiea gigantea), могу порасти и до двадесет метара и у свом стаблу, током кишног периода, сакупити огромну количину воде, и до 90% биљне масе, тако да при дуготрајној суши могу без штете потрошити до 70% сакупљене воде.[1]

## Неки родови у оквиру којих се јављају сукулентне врсте
Више од 25 биљних породица садрже бар једну сукулентну врсту. Неке од њих су:
Породица Agavaceae:
- Агаве (Agave), род у оквиру кога све врсте припадају групи сукулената.
- Јуке (Yucca), неке врсте су сукуленти, а друге се прилагођавају животу у аридној клими на друге начине. Тако на пример врста Yucca elata, која не спада у групу сукулената, има танке листове и дубок корен.
- Алоје (Aloe), типични представници сукулентних биљака.

Породица Bromeliaceae:
- Дукије (Dyckia), још један род типичних сукулената.

Породица Cactaceae (кактуси):
Уобичајено је мишљење да су сви кактуси сукуленти, што је у највећем броју случајева тачно, али и међу њима постоје родови који су изузеци. На пример, врсте из рода Pereskia су дрвенасто грмље и дрвеће чији листови, иако изгледају сочни, током сушне сезоне отпадају како би се смањила транспирација.
Породица Euphorbiaceae(млечике)
Ова велика породица обухвата 240 родова са око 6000 врста, од зељастих и дрвенастих врста до типичних сукулената и много врста између које имају благо сочне стабљике и тешко их је са сигурношћу сврстати.
Породица Apocynaceae (зимзелени):
Још једна велика породица, са више од 2000 врста међу којима је велики број сукулената.
Породица Aizoaceae:
Скоро све врсте у овој породици припадају групи вероватно најпознатији међу њима је живи камен (Lithops)
Породица Fouquieriaceae:
Мала породица, са свега 11 врста које су све сукуленти. Најпознатији међу њима је окотиљо (Fouquieriaceae).
Породица Orchidaceae (орхидеје):
Иако многи колекционари скоро у потпуности игноришу ову породицу, она обухвата многе сукулентне врсте.
Породица Crassulaceae (тустике):
Још једна породица типичних сукулената, међу којима је вероватно најпознатији род чуваркућа (Sempervivum).
Породица Burseraceae:
Обухвата многе сукулентне врсте, али и велики број оних које то нису. Типични представници сукулената у овој породици су родови Bursera, Boswellia, и Commiphora.
- Примери родова и врста биљака из групе сукулената
- Агава (Agave) на природном станишту (Agavaceae)
- Алоја (Aloe) из колекције Ботаничке баште Јевремовац (Agavaceae)
- Врста Anacampseros subnuda (Anacampserotaceae) на природном станишту
- Avonia papyracea (Anacampserotaceae)
- Astroloba corrugata (Asphodelaceae)
- Род Gasteria (Asphodeloideae)
- Различите врсте рода Haworthia (Asphodeloideae)
- Bowiea volubilis (Asparagaceae)
- Позната и мало захтевна сансевиериа - Sansevieria trifasciata (Asparagaceae)
- Род Brighamia (Campanulaceae)
- Род Crassula (Crassulaceae)
- Родови Echeveria и Dudleya (Crassulaceae)
- различите врсте каланхоја - Kalanchoe (Crassulaceae)
- Sedum acre, једна од сузкулентних врста аутохтоних на територији Србије (Crassulaceae)
- Чуваркућа - Sempervivum tectorum је још једна сукулентна врста аутохтона на стаништима у Србији (Crassulaceae)
- Род Faucaria (Aizoaceae)
- Окотиљо кактус - Fouquieria splendens (Fouquieriaceae)
- Huernia zebrina (Apocynaceae)
- Врсте иѕ рода Stapelia (Apocynaceae)
- Део колекције различитих врста кактуса (Cactaceae)

### Сукуленти на природним стаништима у Србији
Године 2003. покренута је дугорочна акција са циљем да се направи мапа распрострањености сукулентних биљака које расту у Србији, поради на њиховој идентификацији и оформи неколико референтних збирки аутентичних примерака ове флоре са мапираних станишта за потребе каснијег проучавања и евентуалног враћања у природу. Истраживање је усмерено у првом реду на биљке из родова жедњака (Sedum) и чуваркућа (Sempervivum) у породици Crassulaceae, као и на врсте из породице камењарки (Saxifragaceae), које неки колекционари такође сврставају у своје колекције. Прва експедиција организована је августа 2003. године, а циљ је била Сува планина југоисточно од Ниша, односно њен највиши врх Трем, висок 1810 м, а каснијим теренским истраживањима обухваћена је и Бељаница.

## Популарна култура
Сукуленти су веома необична група биљака због бројних метаморфоза органа, насталих услед прилагођавања екстремним условима станишта. Зато су веома популарни и већина ботаничких башта у свету поседује богате колекције кактуса и сукулената у ширем смислу. Такав случај је и са највећом и најстаријом у Србији Ботаничком баштом Јевремовац.
Узгој сукулената веома је популаран и међу узгајивачима и љубитељима саксијских биљака, па се широм света оснивају различита удружења узгајивача сукулената. У Србији је једно од најстаријих оваквих удружења Друштво кактусара Србије, основано давне 1994. године као Друштво кактусара Југославије.